# NGC 273

NGC 273

NGC 273 هي مجرة تتبع كوكبة قيطس. اكتشفها ويليام هيرشل في 10 سبتمبر 1785.

## روابط خارجية
- NGC 273 على موقع ويكي سكاي: DSS2, SDSS, GALEX, IRAS, Hydrogen α, X-Ray, Astrophoto, Sky Map, Articles and images